# 出島武春
出島 武春（でじま たけはる、1974年3月21日 - ）は、石川県金沢市出身で武蔵川部屋に所属した元大相撲力士。本名同じ。最高位は東大関。現在は年寄・大鳴戸。

## 人物
石川県金沢市生まれ。玄門寺幼稚園、金沢市立森山町小学校、金沢市立鳴和中学校、金沢市立工業高等学校を経て中央大学法学部卒業。血液型はA型。
得意手は押し出し、右四つ、寄り切りで、立合いからの鋭い出足を生かした速攻相撲だった。出足が冴えたときには、自身の四股名に因み「出る出る出島」と称された。これについては本人も意識していたらしく、2003年3月場所、横綱・朝青龍を破ったときの勝利力士インタビューでは「これからも言われるよう頑張りたい」と話していた。
貴闘力忠茂は、押し相撲というよりパワーによらないスライムのようなもちゃもちゃとした体質を活かした下から密着する四つ相撲の取り手であったと証言しており、そのような相撲を取られると相手としては叩くしかないからこそ追尾するような押しが活かされたと解説している。
また、肌が他の力士に比べ非常に白く、前述の取り口との関連から「白い弾丸」の渾名があったほか、美白ブームとなったときは「美白力士」とも称された。当時、美容研究家の鈴木その子からも懸賞を出されたこともあった。「肌が白い？たぶん鈴木その子さんよりも白いですよ。美白化粧品のCMの話、こないかなあ」と冗談をこぼすこともあった。
同じ石川県出身の栃乃洋（七尾市出身）は同期生で、幼少時代からの良きライバルである。また、学生時代は柳川もライバルとされていた。
四股名は本名をそのまま用い、引退まで改名しなかった。大関昇進時に改名の可能性を問われても「このままで。みなさんも顔と名前が一致してきたところだと思うし」と述べ改名を否定した。長崎の出島とは無関係。本人は現役時代にその四股名から長崎県出身と勘違いされることがあったという。
一人っ子で、趣味は陶芸、好きな言葉は「流した汗は嘘をつかない」。

## 来歴

### 幼少期〜学生時代
育った地域は相撲が盛んな土地柄故、小学1年生の時に、町内対抗の相撲大会に出場させられたことがきっかけで相撲を始めた。
中学に入学し、監督に誘われて相撲部に入部したことを契機に、相撲に本格的に取り組むようになった。中学3年時には全国中学校相撲選手権大会個人戦で2位になった（優勝は柳川信行）。しかし、稽古があまりに厳しかったため常に退部届けを出すことを考えていたが、結局先生が怖くて出せなかった。また、全国大会で準優勝したことで複数の相撲部屋から誘いもあったが、当時は「怖い世界」と大相撲に進む意思は全くなかった。その一方で、「花を咲かす下準備が中学時代だった」とも後に語っている。
高校生の時には7タイトルを獲得した。高校横綱を獲得した だけでなく、国体の個人戦でも優勝を果たした。
高校卒業後には中央大学の監督やアマチュア横綱を獲得していた3つ上の先輩であった栗本（後の武哲山）に誘われ、鳴り物入りで中央大学に進学した。しかし、1年の時こそ先輩の栗本や松本（後の玉春日）の胸を借りて厳しい稽古を積むことが出来たものの、上級生になり出島に敵う稽古相手がいなくなったことで慢心し伸び悩んだ。強い稽古相手を求めて相撲部屋で稽古しようにも、大学が八王子市という相撲部屋から遠いところにあるため、都心にある他の大学の相撲部員のように力士の胸を借りることが出来なかった。結局全国学生相撲選手権大会（学生横綱）と全日本相撲選手権大会（アマチュア横綱）で一度も優勝することができなかった。自身の在学中から、当時既に武蔵川部屋に入門していた武哲山から大相撲に入るよう誘われていたが、少年時代からの大相撲のイメージを引きずっていた出島はプロ入りを渋っていた。しかし、ビッグタイトルを逃した悔しさから4年生の11月になってようやく入門を決意し、武蔵川部屋に入門した。

### 初土俵〜大関
1996年3月場所において幕下付出で初土俵を踏んだ。部屋では武蔵丸や武双山といった稽古相手に恵まれ、本人が「大学の4年間よりプロに入っての半年の方が伸びた」というとおり、番付を駆け上がっていった。立合いからの出足はプロ入り以降武蔵川の厳しい指導によって鍛えられたものであり、入門前は寧ろ学生相撲出身者にありがちな立合いの甘さがあった。入門から半年の同年9月場所に初土俵から3場所で十両に昇進し、十両も3場所で通過して1997年3月場所に新入幕を果たした。ここまで負け越し知らずの出世だった。
新入幕の場所はいきなり11勝4敗の好成績を挙げ、敢闘賞と技能賞を同時に獲得する。翌5月場所は7勝8敗に終わり大相撲で初めて負け越したものの、同年9月場所では前頭筆頭の地位で、当時二人横綱の貴乃花・曙を下し、2個の金星を獲得するなどの大活躍で２横綱１大関に勝ち11勝4敗の成績を挙げ、翌11月場所は小結を飛び越えて関脇に昇進した。この頃はまだ大銀杏すら結えていなかったが、次第に次期大関候補と注目され始めた。しかし、その11月場所7日目、大学の先輩・玉春日との取組で土俵際まで追い詰めた際に左足首に大怪我を負ってしまい途中休場し、1ヶ月以上の入院を余儀なくされた。その後1998年1月場所と3月場所を全休して5月場所に前頭11枚目で復帰してからは、7月場所でまたもダブル金星で2横綱1大関に勝ち10勝し殊勲賞、その後も順調に番付を上げて同年9月場所で三役に返り咲き、勝ち越しを続けた。
1999年は、3月場所に小結で9勝6敗、5月場所に関脇で11勝4敗を挙げたが相撲内容から三賞候補からは外された。「準ご当地」とも言える名古屋での7月場所は当初「大関獲り」の場所とは見られていなかったが、初日から快進撃を見せ、7日目に曙を掬い投げでひっくり返し、9日目には貴乃花を豪快なハズ押しで見事に押し倒しで勝利した。9日目の支度部屋で、貴乃花は「出島の出足は横綱級だよ」と褒めたたえるコメントを残している（貴乃花はこの場所9勝6敗で終えるなど不調であった）。出島自身は4日目の琴錦と11日目の魁皇にそれぞれ敗れ、出島に負けただけの曙に星の差1つで追走する形となった。大関昇進の機運が高まったのは場所終盤になってからであり、金沢から両親を始め大応援団が駆けつけた千秋楽は、関脇栃東を寄り切りに破って幕内昇進後自己最高となる13勝2敗の成績を挙げて、結びの曙の結果を待った。その結びの一番は、兄弟子の横綱武蔵丸が掬い投げで曙を下し、曙との優勝決定戦にもつれ込むこととなった。その大一番は、出島が立合いに左からいなす注文相撲を見せて曙を破り、念願の幕内最高優勝を果たした。優勝パレードの旗手は弟弟子の雅山が務めた。さらにこの場所は、1992年1月場所の貴花田（のちの横綱貴乃花）以来となる7年ぶりの三賞トリプル受賞を果たした。因みに大関取りを意識したのは最後の3日間のみであり、本人は引退後に「あの時に『優勝して大関になってやろう』とか思っていたら、できなかったと思う。良い意味で邪念がなかった」とこの場所を振り返っている。場所後の理事会・番付編成会議で大関昇進が決まり、昇進伝達式では「力の武士（もののふ）を目指し、精進、努力します」と語った。学生相撲出身力士の大関昇進は、1983年3月場所後の朝潮以来、16年ぶり4人目のことであった。
新大関で迎えた1999年9月場所は10勝5敗とまずまずの成績だった。それ以降10勝前後の安定した成績を挙げるも、大関での最高成績は2000年3月場所の11勝で、千秋楽まで優勝争いに加わる事は一度も無かった。2001年1月場所は7勝8敗と大関で初の皆勤負け越し。この場所は連日土俵際で叩き込まれて負けていた。初の角番で迎えた3月場所は千秋楽に朝青龍を下して8勝7敗と勝ち越し、辛うじて角番を脱出した。だが5月場所では10日目に玉春日に敗れ2勝8敗と再び負け越しが決まり、この場所は5勝10敗に終わった。2回目の角番で迎えた7月場所では、初日から3連勝したものその後2連敗、蜂窩織炎による発熱で緊急入院したため、6日目から途中休場。同場所の再出場は叶わず、2場所連続負け越しにより大関から関脇へ陥落が決まってしまう。この蜂窩織炎は医師が「普通の人なら死んでいる」というほどの重度のもので、1ヶ月あまりの加療を余儀なくされた。入院中は最大42度の高熱に苦しみ、退院後もしばらくは38度台の高熱に苦しんだ。この大病については後に本人が、大関に在位することから来る「負けられない」というプレッシャーによって精神的にやられ免疫が弱っていたのだろう、と述懐している。

### 関脇陥落後
1999年7月場所以来約2年ぶりに関脇の地位へ下がった2001年9月場所、10勝以上の大関特例復帰を賭けて臨んだものの、結局5勝10敗の負け越しに終わった。その後も2003年3月場所に小結、5月場所に関脇へと戻ったものの、それ以降は殆ど平幕上位での相撲が続いた。大関から転落後暫くは、蜂窩織炎により蝕まれた足が痛々しく、相撲ぶりにも粘りを欠いた。またこの頃、後援会の会員数が減るなどの悲哀も味わい、後に「人間の冷たさ、薄情さ、『手のひらを返す』ということを勉強させてもらった」と語るほどであったが、同時に引き続き応援し続けてくれる人が本当のファン、後援者であるということも改めて勉強して「大切なものを再認識できた」とも語っている。さらに、インタビューなどでしばしば「横綱・大関と取れる番付にいたい」等と、上位で相撲を取ることへの意欲を語ることが多かった。横綱・大関とも十分に渡り合えるだけの実力を長期間保ち、元大関としての矜持も持っていた。
2003年1月場所は貴乃花に勝ち優勝争いに加わり、2003年3月場所では朝青龍に勝ち2場所連続横綱に勝ったり、2003年11月場所は十両陥落の危機だったが力の違いを見せ11勝、2004年9月場所は初日から5連勝し優勝争いに加わったりするなど、具合が良い時は活躍する場所もあったが、2002年7月場所は右膝靱帯損傷と外側靱帯損傷で途中休場、2003年7月場所では右膝半月板を損傷し全休、2004年11月場所では左足ふくらはぎ肉離れで途中休場するなど、怪我が良くなったり悪くなったりを繰り返していた。2004年～2006年頃は高見盛同様、千秋楽7勝7敗で迎える事が多かった。
しかしそれが最高の形で現れたものが、2007年であった。この年は出島の活躍が目立ち、復活を印象付けた。西前頭筆頭で迎えた1月場所は序盤は出足が冴え、2日目に大関白鵬を押し出しに破り、3日目には横綱朝青龍を土俵下に叩きつけて圧勝し、大関陥落後2個目、朝青龍からは初めての金星を挙げた。しかしその後は一転、2度の5連敗を喫して4勝11敗と大きく負け越し、殊勲賞を逸した。次の3月場所も7勝8敗と負け越したが、前頭2桁台に落ちた5月場所では初日から8連勝という自己新記録を打ちたて、中日勝ち越しを決めた。その場所は12勝3敗の好成績で、優勝した場所以来となる実に47場所ぶりの敢闘賞を受賞した(元大関として雅山以来１年半ぶり史上6人目の三賞受賞)。11月場所では、中日に全勝であった千代大海を破るなど活躍を見せ、西前頭2枚目で10勝5敗と勝ち越し。三賞候補にも挙がったが、過半数にわずか1票足りず受賞を逃した。
2008年1月場所は、27場所ぶりに小結復帰を果たしたものの、3勝12敗と大敗。これが現役最後の三役の場所となる。その後は出足が鈍り、叩く相撲や立合いの変化が増えた。同年9月場所での勝ち越しを最後に、遂に二度と勝ち越すことはなかった。同年11月場所では、初日から6連勝するも、その後9連敗を喫し6勝9敗と負け越してしまった。2009年3月場所初日に黒海に掛け投げを喰らい左腕から落ちて肘を負傷した。休場することこそなかったものの完治することなく、結果的には相撲人生にとって致命傷となった。幕内優勝からちょうど10年が経った2009年7月場所は、下に2枚しかない状況で10日目に負け越しを喫し、厳しい状況となった。翌11日目にも豊ノ島に敗れて2勝9敗となり、十両陥落が濃厚となったため、この相撲を最後に現役引退を表明した。関脇陥落の後、大関へ再昇進することなく丸8年間48場所にわたって三役以下の幕内で相撲をとり続けた が、これは元大関としては当時史上最長記録の第1位であった。
曙と相性が良く、一時は優勝決定戦を含めて6連勝するなど、本割では6勝6敗と互角で優勝決定戦を含めると7勝6敗と勝ち越している。

### 引退後

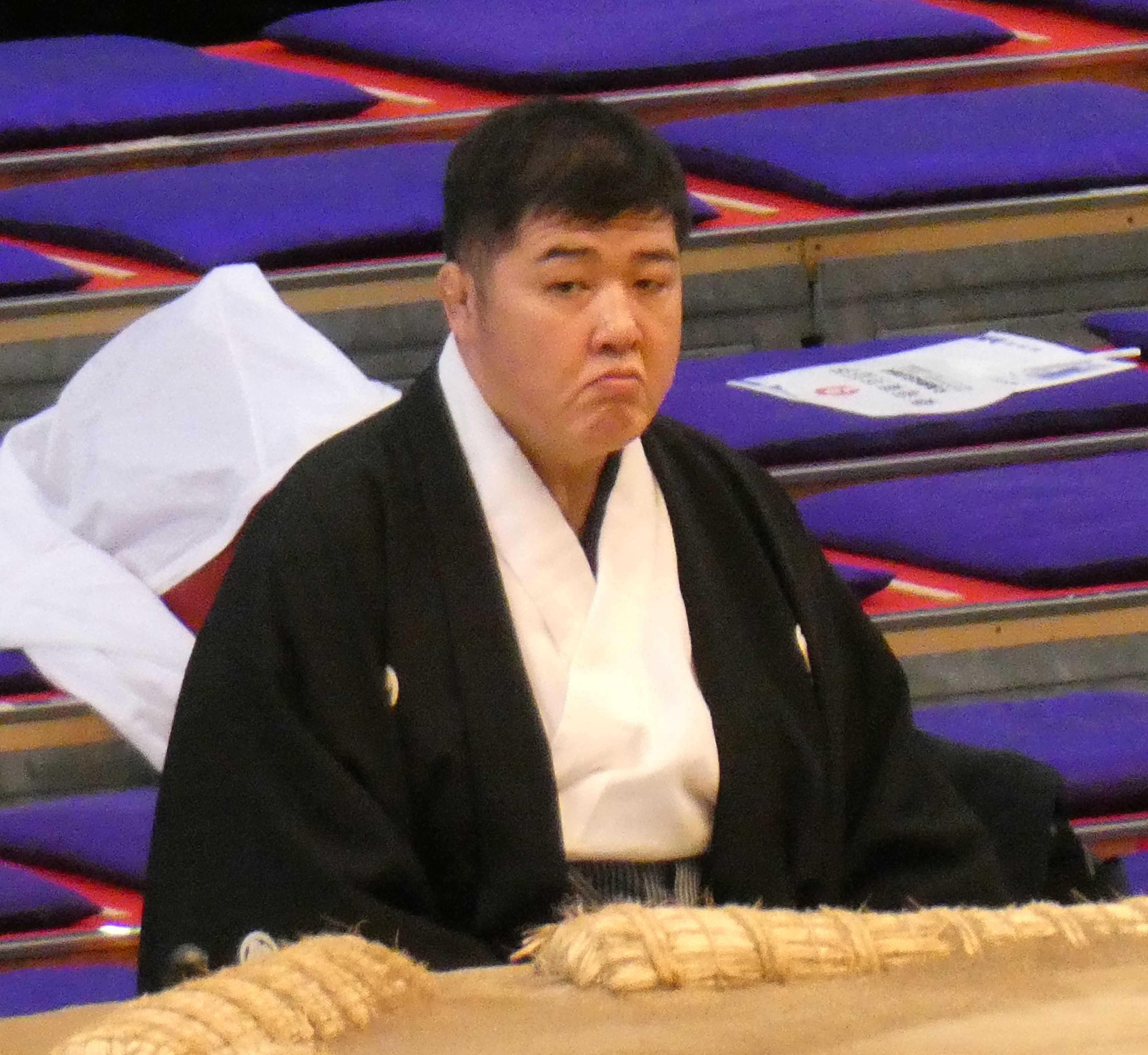
土俵下で審判を務める大鳴戸親方（2022年7月18日撮影）

引退後は、既に所有していた年寄・大鳴戸を襲名し、武蔵川部屋（2010年9月30日に藤島部屋に名称変更）の部屋付きの親方として後進の指導に当たっている。引退相撲が2010年5月29日に行われた。現在は審判委員を務めている。
貴闘力の証言によると年寄名跡・大鳴戸は師匠の武蔵川から「みんなが買わなかったらお前が買え!」と言われて買ったものであるといい、有力な後援会もなかった出島は借金をしてまで3億円を出して購入したとのこと。貴闘力は「返せないでしょ。コツコツ払っても(銀行で借りた購入代の)金利も高いだろうし」とその借金苦を察している
2014年7月30日、豪栄道の大関昇進の伝達式では同じ一門の出来山理事に同行し、使者を務めた。また2018年5月30日の栃ノ心の大関昇進の伝達式でも同門の出羽海理事に同行、2022年1月26日の御嶽海の大関昇進の伝達式でも同門の春日野理事に同行、2023年7月26日の豊昇龍の大関昇進の伝達式、2025年1月29日の豊昇龍の横綱昇進の伝達式でも同門の境川理事に同行し、使者を務めている。
2021年3月場所中日の三段目の取組で落下した力士の直撃を受け、右目付近を負傷し、退場して両国国技館内の相撲診療所で治療を受けた。9日目の取組には入る予定が示され、高田川審判部副部長は「本人は『大丈夫』と言っていた」と説明した。
2022年2月17日、日本相撲協会は大鳴戸に、新型コロナウイルス感染症が確認されたことを発表した。電話取材に応じた芝田山広報部長によれば、同日に発熱と鼻水の症状があったことから検査を受け、陽性が判明したという。その他の陽性の報告はないという。

## 主な成績

### 通算成績
- 通算成績：595勝495敗98休 勝率.546
- 幕内成績：546勝478敗98休 勝率.533
- 大関成績：100勝71敗9休 勝率.585
- 幕内在位：74場所
- 大関在位：12場所
- 三役在位：12場所（関脇5場所、小結7場所）
- 通算（幕内）連続勝ち越し記録：16場所（1998年5月場所〜2000年11月場所）
- 幕内連続2桁勝利記録：4場所（1999年5月場所〜1999年11月場所）

### 各段優勝
- 幕内最高優勝：1回 (1999年7月場所)
- 十両優勝：1回 (1997年1月場所)
- 幕下優勝：1回 (1996年5月場所)

### 三賞：金星
- 三賞：10回
  - 殊勲賞：3回（1997年9月場所、1998年7月場所、1999年7月場所）
  - 敢闘賞：4回（1997年3月場所、1998年5月場所、1999年7月場所、2007年5月場所）
  - 技能賞：3回（1997年3月場所、1997年9月場所、1999年7月場所）
- 金星：6個
  - (曙2個、貴乃花2個、若乃花1個、朝青龍1個)

### 場所別成績
| | 一月場所 初場所（東京） | 三月場所 春場所（大阪） | 五月場所 夏場所（東京） | 七月場所 名古屋場所（愛知） | 九月場所 秋場所（東京）  | 十一月場所 九州場所（福岡） |
| --- | ----------------------- | ----------------------- | ----------------------- | --------------------------- | ------------------------ | --------------------------- |
| 1996年 （平成8年） | x                       | 幕下付出60枚目 5–2      | 西幕下43枚目 優勝 7–0   | 西幕下2枚目 5–2             | 西十両12枚目 11–4        | 東十両4枚目 9–6             |
| 1997年 （平成9年） | 東十両2枚目 優勝 12–3   | 東前頭13枚目 11–4 敢技  | 西前頭3枚目 7–8         | 東前頭4枚目 8–7             | 東前頭筆頭 11–4 殊技★    | 西関脇 5–3–7                |
| 1998年 （平成10年） | 東前頭2枚目 休場 0–0–15 | 東前頭2枚目 休場 0–0–15 | 西前頭11枚目 10–5 敢    | 西前頭4枚目 10–5 殊★        | 西小結 8–7               | 西小結 9–6                  |
| 1999年 （平成11年） | 東小結 8–7              | 西小結 9–6              | 東関脇2 11–4            | 西関脇 13–2 殊敢技          | 東大関2 10–5             | 西大関 10–5                 |
| 2000年 （平成12年） | 東大関 9–6              | 東大関 11–4             | 東大関 8–7              | 東大関2 10–5                | 西大関 10–5              | 東大関2 9–6                 |
| 2001年 （平成13年） | 東大関2 7–8             | 西大関2 8–7             | 東大関2 5–10            | 西大関2 3–3–9               | 西関脇 5–10              | 西前頭3枚目 7–8             |
| 2002年 （平成14年） | 西前頭4枚目 6–9         | 東前頭7枚目 6–9         | 東前頭9枚目 9–6         | 東前頭3枚目 2–3–10          | 東前頭10枚目 休場 0–0–15 | 東前頭10枚目 10–5           |
| 2003年 （平成15年） | 西前頭3枚目 11–4 ★      | 東小結 8–7              | 西関脇 7–8              | 東小結 休場 0–0–15          | 東前頭10枚目 6–9         | 西前頭14枚目 11–4           |
| 2004年 （平成16年） | 東前頭6枚目 10–5        | 東前頭2枚目 7–8         | 西前頭3枚目 7–8         | 西前頭4枚目 7–8             | 西前頭5枚目 10–5         | 東前頭筆頭 0–3–12           |
| 2005年 （平成17年） | 東前頭10枚目 9–6        | 東前頭5枚目 7–8         | 東前頭6枚目 9–6         | 東前頭2枚目 7–8             | 東前頭3枚目 7–8          | 西前頭3枚目 5–10            |
| 2006年 （平成18年） | 西前頭6枚目 8–7         | 西前頭4枚目 6–9         | 西前頭7枚目 8–7         | 西前頭6枚目 8–7             | 東前頭3枚目 7–8          | 西前頭3枚目 10–5            |
| 2007年 （平成19年） | 西前頭筆頭 4–11 ★       | 東前頭8枚目 7–8         | 東前頭10枚目 12–3 敢    | 東前頭2枚目 5–10            | 東前頭4枚目 8–7          | 西前頭2枚目 10–5            |
| 2008年 （平成20年） | 西小結 3–12             | 西前頭6枚目 6–9         | 東前頭10枚目 8–7        | 西前頭8枚目 6–9             | 西前頭12枚目 9–6         | 西前頭5枚目 6–9             |
| 2009年 （平成21年） | 西前頭7枚目 7–8         | 東前頭9枚目 6–9         | 西前頭12枚目 7–8        | 西前頭13枚目 引退 2–10–0    | x                        | x                           |
| 各欄の数字は、「勝ち-負け-休場」を示す。 優勝 引退 休場 十両 幕下 三賞：敢=敢闘賞、殊=殊勲賞、技=技能賞 その他：★=金星 番付階級：幕内 - 十両 - 幕下 - 三段目 - 序二段 - 序ノ口 幕内序列：横綱 - 大関 - 関脇 - 小結 - 前頭（「#数字」は各位内の序列） |                         |                         |                         |                             |                          |                             |

## 合い口
- 元横綱・曙には6勝6敗。優勝決定戦で1勝がある。最後の勝利は2000年9月場所で、決まり手は叩き込み。
- 元横綱・貴乃花には4勝13敗。最後の勝利は2003年1月場所で、決まり手は渡し込み。
- 元横綱・若乃花には2勝5敗。若乃花の大関在位中は2敗、横綱昇進後は2勝3敗。最後の勝利は1999年9月場所で、決まり手は寄り切り。
- 元横綱・朝青龍には4勝16敗。朝青龍の大関在位中は1敗、横綱昇進後は2勝11敗。最後の勝利は2007年1月場所で、決まり手は押し倒し。
- 元横綱・白鵬には2勝10敗。白鵬の大関在位中は1勝1敗、横綱昇進後は4敗。最後の勝利は2007年1月場所で、決まり手は押し出し。
- 元横綱・日馬富士には2勝4敗。いずれも日馬富士が大関・横綱に昇進する前の安馬時代の対戦である。
- 元横綱・鶴竜には2勝4敗。いずれも鶴竜が大関・横綱に昇進する前の対戦である。
- 元横綱・稀勢の里には6勝4敗。いずれも稀勢の里の大関・横綱に昇進する前の対戦である。
- 元大関・貴ノ浪には19勝9敗。大関同士の対戦は2勝1敗。
- 元大関・千代大海には14勝20敗。大関同士の対戦は4勝5敗。
- 元大関・魁皇には15勝25敗。大関同士の対戦は1勝3敗。
- 元大関・栃東には9勝25敗。出島の大関陥落後に栃東が大関に昇進したため、大関同士の対戦はなし、栃東の大関昇進後は2勝11敗。
- 元大関・琴欧洲には5勝9敗。出島の大関陥落後に琴欧洲が大関に昇進したため、大関同士の対戦はなし、琴欧洲の大関昇進後は4勝5敗。
- 元大関・琴光喜には9勝16敗。出島の大関陥落後に琴光喜が大関に昇進したため、大関同士の対戦はなし、琴光喜の大関昇進後は1勝3敗。
- 元大関・把瑠都には5戦全敗。いずれも把瑠都が大関に昇進する前の対戦である。
- 元大関・琴奨菊には6勝6敗。いずれも琴奨菊の大関に昇進する前の対戦である。
- 元大関・豪栄道には1勝2敗。いずれも豪栄道の大関に昇進する前の対戦である。
- 元大関・栃ノ心には3勝4敗。いずれも栃ノ心の大関に昇進する前の対戦である。
- 他に優勝決定戦で、曙に1勝がある。

## 幕内対戦成績
| 力士名   | 勝数 | 負数 | 力士名   | 勝数 | 負数 | 力士名   | 勝数 | 負数  | 力士名   | 勝数 | 負数 |
| -------- | ---- | ---- | -------- | ---- | ---- | -------- | ---- | ----- | -------- | ---- | ---- |
| 蒼樹山   | 7    | 0    | 安芸乃島 | 14   | 8    | 曙       | 6*   | 6     | 朝青龍   | 4    | 16   |
| 朝赤龍   | 13   | 5    | 朝乃翔   | 3    | 1    | 朝乃若   | 7    | 1     | 旭豊     | 3    | 0    |
| 安馬     | 2    | 4    | 安美錦   | 9    | 11   | 阿覧     | 2    | 1     | 岩木山   | 8    | 8    |
| 潮丸     | 1    | 1    | 皇司     | 4    | 2    | 小城錦   | 4    | 3     | 魁皇     | 15   | 25   |
| 海鵬     | 12   | 6(1) | 鶴竜     | 2    | 4    | 春日王   | 3    | 4     | 春日錦   | 3    | 2    |
| 巌雄     | 4    | 0    | 稀勢の里 | 6    | 4    | 北勝鬨   | 1    | 0     | 北桜     | 0    | 1    |
| 北太樹   | 1    | 0    | 木村山   | 2    | 2    | 旭鷲山   | 21   | 6     | 旭天鵬   | 10   | 14   |
| 金開山   | 1    | 0    | 豪栄道   | 1    | 2    | 五城楼   | 1    | 0     | 黒海     | 7    | 9    |
| 琴稲妻   | 3    | 0    | 琴欧洲   | 5    | 9    | 琴春日   | 0    | 1     | 琴奨菊   | 6    | 6    |
| 琴錦     | 7    | 3    | 琴ノ若   | 19   | 7(1) | 琴光喜   | 9    | 16    | 琴龍     | 11   | 6    |
| 里山     | 1    | 0    | 敷島     | 3    | 2    | 霜鳳     | 8    | 6     | 十文字   | 7    | 3    |
| 大善     | 2    | 0    | 大飛翔   | 1    | 0    | 貴闘力   | 12   | 3     | 隆の鶴   | 0    | 1    |
| 貴ノ浪   | 19   | 9    | 貴乃花   | 4    | 13   | 隆乃若   | 6    | 6     | 高見盛   | 9    | 7    |
| 豪風     | 6    | 3    | 玉春日   | 19   | 9    | 玉乃島   | 12   | 10    | 玉力道   | 1    | 2    |
| 玉鷲     | 2    | 1    | 千代大海 | 14   | 20   | 千代天山 | 7    | 3     | 千代白鵬 | 1    | 3    |
| 寺尾     | 3    | 0    | 闘牙     | 12   | 3    | 時津海   | 6    | 3     | 時天空   | 8    | 7    |
| 土佐ノ海 | 20   | 16   | 土佐豊   | 0    | 1    | 栃東     | 9    | 25    | 栃煌山   | 1    | 2    |
| 栃栄     | 3    | 5    | 栃ノ心   | 3    | 4    | 栃乃洋   | 24   | 16(2) | 栃乃花   | 3    | 1    |
| 栃乃和歌 | 5    | 1    | 豊桜     | 0    | 3    | 豊ノ島   | 4    | 9     | 豊響     | 6    | 0    |
| 白馬     | 0    | 1    | 白鵬     | 2    | 10   | 白露山   | 1    | 0     | 濵錦     | 1    | 0    |
| 濱ノ嶋   | 4    | 1    | 追風海   | 4    | 2    | 把瑠都   | 0    | 5     | 肥後ノ海 | 4    | 4    |
| 普天王   | 4    | 8    | 寶智山   | 1    | 0    | 豊真将   | 3    | 5     | 北勝力   | 7    | 9    |
| 将司     | 1    | 0    | 三杉里   | 1    | 0    | 水戸泉   | 1    | 1     | 湊富士   | 5    | 0    |
| 大和     | 1    | 0    | 山本山   | 1    | 2    | よう司   | 1    | 1     | 嘉風     | 4    | 1    |
| 龍皇     | 2    | 0    | 露鵬     | 1    | 10   | 若麒麟   | 1    | 0     | 若荒雄   | 0    | 1    |
| 若兎馬   | 0    | 1    | 若の里   | 14   | 18   | 若ノ城   | 1    | 0     | 若乃花   | 2    | 5    |
| 若ノ鵬   | 1    | 0    |          |      |      |          |      |       |          |      |      |

- 他に優勝決定戦で曙に1勝がある。

## 年寄名跡
- 大鳴戸武春（おおなると・たけはる 2009年（平成21年）7月〜）